# مصطفى محمد (لاعب كرة قدم عراقي)
مصطفى محمد جبر مواليد 14 يناير 1998 في العراق، هو لاعب كرة قدم عراقي يلعب مع نادي الزوراء كمدافع.

## المسيرة الاحترافية

### أندية لعب لها
- نادي الجيش
- نادي الكهرباء
- نادي الشرطة (العراق)
- نادي الطلبة
- نادي الزوراء

## روابط خارجية
- مصطفى محمد على موقع قاعدة بيانات كرة القدم.إي يو (الإنجليزية)
- مصطفى محمد على موقع ناشيونال فوتبول تيمز (الإنجليزية)
- مصطفى محمد على موقع Soccerway.com (الإنجليزية)
- مصطفى محمد على موقع عالم كرة القدم.نت (الإنجليزية)

- مصطفى محمد على فرق كرة القدم الوطنية.كوم